# Культобе (село)
Культобе́ (укр. Культобе, крымскотат. Kül Töbe, Куль Тёбе) — исчезнувшее село в Ленинском районе Республики Крым, располагавшееся на северо-востоке района и Керченского полуострова, у берега Азовского моря, примерно в 8 км к северо-востоку от современного села Золотое.

## История
Первое документальное упоминание села встречается в Камеральном Описании Крыма… 1784 года, судя по которому, в последний период Крымского ханства Келтепе входил в Дин Керченский кадылык Кефинского каймаканства. После присоединения Крыма к России (8) 19 апреля 1783 года, (8) 19 февраля 1784 года, именным указом Екатерины II сенату, на территории бывшего Крымского Ханства была образована Таврическая область и деревня была приписана к Левкопольскому, а после ликвидации в 1787 году Левкопольского — к Феодосийскому уезду Таврической области. После Павловских реформ, с 1796 по 1802 год, входила в Акмечетский уезд Новороссийской губернии. По новому административному делению, после создания 8 (20) октября 1802 года Таврической губернии, Культобе был включён в состав Акмозской волости Феодосийского уезда.
По Ведомости о числе селений, названиях оных, в них дворов… состоящих в Феодосийском уезде от 14 октября 1805 года , в деревне Култебе числилось 13 дворов и 94 жителя. На военно-топографической карте генерал-майора Мухина 1817 года деревня Култебе обозначена с 20 дворами. После реформы волостного деления 1829 года Куль Тобе, согласно «Ведомости о казённых волостях Таврической губернии 1829 года», отнесли к Чурубашской волости (переименованной из Аккозской). На карте 1836 года в деревне 11 дворов, а на карте 1842 года Культепе обозначен условным знаком «малая деревня», то есть, менее 5 дворов.
В 1860-х годах, после земской реформы Александра II, деревню приписали к Сарайминской волости. Согласно «Списку населённых мест Таврической губернии по сведениям 1864 года», составленному по результатам VIII ревизии 1864 года, Куль-Тебе — владельческая татарская деревня с 15 дворами, 56 жителями и мечетью на берегу моря. По обследованиям профессора А. Н. Козловского начала 1860-х годов, в селении «имеется хорошая пресная вода» в колодцах глубиной 1—5 саженей (от 2 до 10 м). На трёхверстовой карте Шуберта 1865—1876 года в деревне Культепе обозначено 10 дворов. По «Памятной книге Таврической губернии 1889 года», по результатам Х ревизии 1887 года, в деревнях Джайлав и Культебе вместе числилось 63 двора и 372 жителя. По «…Памятной книжке Таврической губернии на 1892 год» в безземельной деревне Культобе, не входившей ни в одно сельское общество, числилось 37 жителей, домохозяйств не имеющих. На верстовой карте Крыма 1896 года в селении обозначено 20 дворов с татарским населением и мечеть. По «…Памятной книжке Таврической губернии на 1902 год» в деревне Культобе, входившей в Ново-Александровское сельское общество, числилось 103 жителя, домохозяйств не имеющих. По Статистическому справочнику Таврической губернии. Ч.II-я. Статистический очерк, выпуск пятый Феодосийский уезд, 1915 год, в деревне Культобе Сарайминской волости Феодосийского уезда числилось 18 дворов (все дворы с землёй) с болгарским населением в количестве 155 человек приписных жителей, из которых 71 мужчина и 84 женщины. Жители владели 215 десятинами удобной земли. В хозяйствах имелось 88 лошадей, 2 вола, 26 коров и 115 голов овец, свиней, или коз.
После установления в Крыму Советской власти, по постановлению Крымревкома, 25 декабря 1920 года из Феодосийского уезда был выделен Керченский (степной) уезд, а, постановлением ревкома № 206 «Об изменении административных границ» от 8 января 1921 года была упразднена волостная система и в составе Керченского уезда был создан Керченский район в который вошло село (в 1922 году уезды получили название округов. 11 октября 1923 года, согласно постановлению ВЦИК, в административное деление Крымской АССР были внесены изменения, в результате которых округа были отменены и основной административной единицей стал Керченский район в который вошло село. Согласно Списку населённых пунктов Крымской АССР по Всесоюзной переписи 17 декабря 1926 года, в селе Культобе, Маяк-Салынского сельсовета Керченского района, числился 1 двор, население составляло 2 человека, оба украинцы. Постановлением ВЦИК «О реорганизации сети районов Крымской АССР» от 30 октября 1930 года (по другим сведениям 15 сентября 1931 года) Керченский район упразднили и село включили в состав Ленинского, а, с образованием в 1935 году Маяк-Салынского района (переименованного 14 декабря 1944 года в Приморский) — в состав нового района. Уже на подробной карте РККА Керченского полуострова 1941 года обозначены развалины села. Исключено из учётных данных в 1948 году.

### Динамика численности населения
| - 1805 год — 94 чел. - 1864 год — 56 чел. - 1889 год — 372 чел. - 1892 год — 37 чел. | - 1902 год — 103 чел. - 1915 год — 155 чел. - 1926 год — 2 чел. |